# Boogie Pimps
Boogie Pimps ist ein deutsches House-Projekt. Es wurde 1999 von den beiden Erfurter DJs Mark J Klak (Marcus Rudloff) und Mirko Jacob gegründet. Nach Jacobs Ausstieg war DJ Mighty Yo und ab 2006 der Australier Jon Henderson Partner von Mark J Klak. Seit 2014 bestreitet Klak die Auftritte überwiegend alleine.

## Hintergrund
Die Zusammenarbeit begann 1999, als Mark J Klak bei Antenne Thüringen auf Mirko stieß, der dort seine eigene Radiosendung „der Club“ hatte. Sie verstanden sich auf Anhieb und Mark lud Mirko zu sich in seinen Joue Joue Club ein. Die Boogie Pimps waren geboren, nachdem noch der Name Disco Bitches zur Debatte stand.
Im Herbst 2002 veröffentlichten die Boogie Pimps nach langer Tüftelei im Studio ihre erste gemeinsame Platte, zunächst eine Privatpressung. Der Name lautete Saltshaker. Das Original stammte von Jefferson Airplane. Diese Promo war dann so erfolgreich, dass das deutsche Plattenlabel Superstar Recordings auf sie aufmerksam wurde und unter Vertrag nahm. Später, 2003, hieß die Platte dann nicht mehr Saltshaker, sondern Somebody to love. Mit diesem Hit erreichten sie Anfang 2004 die Top Ten der britischen und australischen Charts. Auch ihre zweite Single Sunny ist eine Coverversion. Das Original stammt von Bobby Hebb.
2004 erschien auf einem nur begrenzt erhältlichen Whitelabel unter dem Pseudonym „Pimps Guerilla“ ein Cover „Right out of here“ bzw. „Make 'em Drop“. Während „Make 'em Drop“ es auf einige Compilations schaffte, ist „Right out of here“ mit Ausnahme des Whitelabels nicht kommerziell erhältlich. Dies könnte an rechtlichen Gründen liegen, auszugsweise wird Text und Melodie vom Ende des Queen-Titels Bohemian Rhapsody verwendet. 2005 stieg Mirco Jacob aus und DJ Mighty Yo wurde Partner von Mark J Klak, 2006 nahm der Australier Jon Henderson diesen Platz ein. Anfang 2008 wechselten die Boogie Pimps von Superstar Recordings zu Kontor Records nach Hamburg.
Seit 2014 bestreitet Klak die Auftritte überwiegend alleine.

## Diskografie
Alben
- 2010 – In Pimps We Trust

Singles
- 2002 – Saltshaker (Bootleg)
- 2003 – Somebody to love (Single)
- 2003 – Sunny (Single)
- 2004 – Right out of here/Make 'em Drop (unter dem Namen „Pimps Guerilla“)
- 2005 – The Music in me (auch als Vinyl erhältlich)
- 2006 – Babooshka (unter dem Namen Bootie Pimps)
- 2007 – Gods Pimp – The Electronic EP
- 2007 – Then Came You
- 2008 – Gang Bang
- 2008 – The Fresh EP
- 2009 – „Promised Land“ 2009
- 2009 – Pee Boy
- 2010 – All Day
- 2011 – Brown Paper EP
- 2011 – Knocking feat. Darryl Pandy
- 2017 – Somebody to Love – Rework
- 2018 – HeadDown feat. Shannon LaBrie

Remixe
- Kay Cee – The Truth – Boogie Pimps Rmx – 2003
- Wackside vs. Chic – Le Freak – Boogie Pimps Rmx – 2003
- Mondo Grande – Mondo Grande – Boogie Pimps Rmx – 2003
- Jason Nevins – I'm in Heaven – Boogie Pimps Rmx- 2003
- Rosenstolz – Ich komm an Dir nicht weiter – Boogie Pimps Rmx – 2004
- KLF – Build a fire – Boogie Pimps Rmx – 2004
- Milk & Sugar – What Is Love – Boogie Pimps Rmx – 2005
- Villa & Gant – Wind Him Up – Boogie Pimps Rmx – 2005
- Voodoo & Serano – Don't You Know – Boogie Pimps Rmx – 2005
- Rosenstolz – Wir sind wir – Boogie Pimps Rmx – 2006
- Shibuku – Crazy Situation – Boogie Pimps Rmx – 2006
- De Jeugd van Tegenwoordig – Watskeburt – Boogie Pimps Rmx – 2007
- Diego Ray – Afterlite – Boogie Pimps Rmx – 2007
- Marshall Jefferson vs. Noosa Heads – Mushrooms – Boogie Pimps Rmx- 2008
- Twisted Society vs. Bilingual Freaks – Nasty Seven – Boogie Pimps Remix – 2008
- Sharam (Deep Dish) feat. Kid Cudi – She Came Along – Boogie Pimps Remix – 2009
- DBN – Jack is Back – Boogie Pimps Remix – 2009
- Tune Brothers – Finally 2009 – Boogie Pimps Remix – 2009
- Disco Dice – Let's Have a Party – Boogie Pimps Remix – 2009
- Rosenstolz – Blaue Flecken – Boogie Pimps Remix – 2009
- Rosenstolz – Blaue Flecken – Boogie Pimps Dub Remix – 2009
- DJ P.i.P. – Yostar – Boogie Pimps Remix – 2009
- Sebastian Krieg & Strobe – Twist in My Sobriety – Boogie Pimps Remix – 2010
- Francesco Gomez – Primavera feat. Lety – Boogie Pimps Remix – 2010
- Kid Massive & Blacktron – Turn It Up – Boogie Pimps Remix – 2010
- Albin Myers + Dabruck & Klein – Loenneberga – Boogie Pimps Remix – 2010
- Peter Brown & Jonathan Ulysses – No Friends – Boogie Pimps Remix – 2010
- Dirty Funker – Flat Beat – Boogie Pimps Remix – 2010
- Tom Wax + Alex Stadler – Welcome Back – Boogie Pimps Remix – 2011
- Tujamo – Mombasa – Boogie Pimps Remix – 2011
- Ron Carroll – Lucky Star – Boogie Pimps Remix – 2017
- Audax – Hey You Remix – 2018
- Julien Scalzo & Ron Carroll – It's You – 2018
- Ron Carroll – Walking Down The Street – 2018